# Teineinkivi
Teineinkivi är ett flyttblock i Finland.   Det ligger i kommunen Oripää i den ekonomiska regionen  Loimaa ekonomiska region  och landskapet Egentliga Finland, i den södra delen av landet, 150 km nordväst om huvudstaden Helsingfors. Teineinkivi ligger 96 meter över havet.
Terrängen runt Teineinkivi är mycket platt. Runt Teineinkivi är det glesbefolkat, med 11 invånare per kvadratkilometer. Närmaste större samhälle är Pöytis, 14,8 km söder om Teineinkivi. I omgivningarna runt Teineinkivi växer i huvudsak barrskog.